# Оклендский крохаль
О́клендский кроха́ль (лат. Mergus australis) — вымерший вид птиц семейства утиных. Ареал вида ограничен Новой Зеландией. Уже маори, которые заселили Новую Зеландию около 1000 года нашей эры, вели интенсивную охоту на этот вид, так что он исчез на материковой части острова ещё до прихода на него европейцев. Изменение среды обитания и интродукция европейцами таких видов, как свиньи, овцы, козы, кошки и собаки привели к полному исчезновению вида к началу XX века.

## Описание
Оклендский крохаль был небольшим видом крохаля и единственным представителем своего рода, который обитал в водах Новой Зеландии. Короткие крылья позволили некоторым учёным прийти к выводу, что этот вид был ограниченно способным к полётам.
Птица достигала в длину 58 сантиметров и имела вес 900 граммов. Внешне оклендский крохаль напоминал самку большого крохаля, однако, был меньше и темнее. Голова была тёмно-бордовый. Горло и шея были ржаво-коричневые. Спина, плечи и хвост были сине-чёрные. Бока пепельного цвета. Грудь серая с лёгким рисунком полумесяца. Остальная нижняя сторона имела серые и белые пестрины. Радужная оболочка была тёмно-коричневая. Ноги были красновато-коричневые с розовым оттенком. Клюв был больше, чем у других видов крохалей. Надклювье и кончик клюва были чёрные. Подклювье было жёлто-оранжевого цвета. У самца имелся каштановый хохолок 5—6 см длиной. У самок хохолок был короче.
У молодых птиц хохолок был ещё короче, и совсем не наблюдался. Верх тела птенцов был преимущественно от тёмно-коричневого до чёрного цвета. На конце тела имелись бледные пятна. Подбородок, горло и передняя грудь была тёмно-бордовые. Под глазами имелись пятна тёмно-бордового цвета. В отличие от других крохалей птенцы не имели белых полосок на лице.

## Распространение
Ископаемые находки костей позволяют предположить, что оклендский крохаль в прошлом обитал на материковой части Новой Зеландии, и на островах Стьюарт и Окленд. Большинство ископаемых остатков были найдены недалеко от побережья. Ископаемые остатки по крайней мере двух особей, однако, были найдены в озере Poukawa. Кроме того, на островах Чатем найдены ископаемые кости уток, которые очень похожи на кости оклендского крохаля.

## Образ жизни
На основании содержимого птичьего клюва было установлено, что оклендские крохали питались рыбой, такой как галаксии (Galaxias brevipinnis) и водными беспозвоночными. Клюв птиц был длиннее чем у других видов крохалей. Оклендский крохаль прекрасно нырял, но очень плохо летал из-за своих коротких крыльев. Вероятно, птицы оставались вместе в течение всего года. Сезон размножения был с ноября по декабрь. Кладка состояла по меньшей мере из пяти яиц.

## Вымирание
Исчезновение вида связано, вероятно, с завозом на острова в XIII или XIV веке крыс. Раскопки кухонных куч маори принесли несколько костей этого вида, хотя  ископаемые остатки этого вида редки. Это доказывает тот факт, что маори специально охотились на данный вид. В XIX веке оклендский крохаль встречался в больших количествах только на островах Окленд. Несколько особей сохранялись в труднодоступных районах на севере и восточном побережье Новой Зеландии.
В 1806 году на субарктические острова Окленд были завезены свиньи, которые в значительной степени сократили популяцию оклендского крохаля. В 1840 году во время экспедиции двух корветов L'Astrolabe и La Zélee во главе с Жюлем Дюмон-Дюрвилем были впервые собраны и впервые научно описаны в 1841 году. После 1850 года крупный рогатый скот, козы и овцы уничтожили места обитания крохаля. Когда на островах появились собаки, кошки и крысы не известно. Они ускорили вымирание вида. Кроме того, для музеев были собраны 25 образцов, из которых последняя пара был застрелена 9 января 1902 года лордом Ранфорлом (Lord Ranfurly). В настоящее время экземпляры хранятся в Британском музее. В 1909 году поиски птиц не привели к успеху. В 1910 году на острове был построен резерват. Экспедиция 1973 года также подтвердила опасения, что вид давно исчез.
В музеях мира хранится 26 шкурок, 3 полных скелета, несколько костей и 3 тушки законсервированы в спирте. Национальный музей Ирландии в Дублине также хранит чучело самца.